# شلايشر إيه إس كيه 23
شلايشر إيه إس كيه 23 (بالإنجليزية: Schleicher ASK 23)‏ هي طائرة شراعية، عالية الأداء، وبمقعد واحد. أنتجت في ألمانيا. من صناعة شلايشر. كان أول طيران لها في 1983. صنع منها 153 طائرة.